# Республіка Вірменія (1918—1920)
Демократи́чна Респу́бліка Вірме́нія — (вірм. Դեմոկրատական Հայաստանի Հանրապետություն) — незалежна держава, проголошена в Закавказзі, на території Східної Вірменії, 28 травня (10 червня) 1918 року після розпаду Закавказької Демократичної Федеральної Республіки (ЗДФР). Включала території Ериванської губернії і Карської області Російської імперії.
На 1919 рік її площа становила 58 тисяч км², населення — 961,7 тисяч осіб.
Утворення Республіки Вірменії ознаменувало собою відновлення вірменської державності через п'ять з половиною століть після падіння Кілікійської вірменської держави (1375). Республіка Вірменія утворилася в умовах складного міжнародного становища, обумовленого звільненням Закавказзя від Російської імперії, агресією Османської імперії проти краю.
У момент розпаду ЗДФР її делегація вела в Батумі переговори з Османською імперією, виходячи зі своїх інтересів, наполягала на поділі Закавказзя на три самостійні держави. Під час переговорів виявилися серйозні протиріччя між делегаціями, що представляли народи, що входили до ЗДФР. Суперечності виявилися нездоланними, і 26 травня 1918 р. сейм ЗДФР ухвалив: «Через те, що з питанню про війну і мир виявилися корінні розбіжності між народами, що створили Закавказьку незалежну республіку, і тому стало неможливим існування однієї авторитетної влади, яка говорить від імені Закавказзя, сейм констатує факт розпаду Закавказзя і складає свої повноваження».
Після того, як 26 травня 1918 р. свою незалежність проголосила Грузія, а 27 травня — Азербайджан, Вірменська національна рада, яка діяла в Тифлісі, прийняла 28 травня декларацію, у якій йшлося: «У новій ситуації, що виникла з розпадом політичної цілісності Закавказзя і проголошенням незалежності Грузії й Азербайджану, Вірменська національна рада проголошує себе верховною і єдиною владою вірменських повітів».
Відновлення вірменської державності стало можливим завдяки тому, що у травні 1918 вірменський народ зумів у ряді боїв (Сардарапатська битва, Каракліська битва, Башапаранська битва 1918 року) завдати поразки османським агресорам, запобігти їхньому вторгненню в Араратську долину, врятувати Єреван.
У Єревані в цей час дислокувалась організована військова і цивільна адміністрація, яку очолював представник Вірменської Національної ради в Єревані Арам Манукян. Після проголошення незалежності, в Тифлисі між вірменськими політичними партіями й угрупованнями почалися переговори щодо утворення уряду Республіки Вірменія. У створеному в липні уряді більшість міністерських посад зайняли представники партії Дашнакцутюн.
Прем'єр-міністром був призначений Ованес Качазнуні. 1 серпня 1918 р. почав свою роботу парламент Республіки Вірменія, що був утворений переважно з членів Тифліської й Єреванської національних рад. У перший склад парламенту входили 45 депутатів (від партії Дашнакцутюн — 18, від есерів — 6, від соціал-демократів — 6, від Вірменської народної партії — 6, безпартійних — 9). Пізніше, у червні 1919 р., у республіці, на основі прямого і загального виборчого права, був обраний новий склад парламенту з 80 депутатів (від партії Дашнакцутюн — 72, від есерів — 4, безпартійних — 1; три депутати представляли місцеве тюркське населення). О. Качазнуні очолював уряд до серпня 1919; потім прем'єр-міністрами Республіки Вірменії були А. Хатісян (до травня 1920). А. Оганджанян (до 28 листопада 1920), Симон Врацян (з 28 листопада по 2 грудня 1920). Наступного дня після утворення Республіки Вірменії її делегація прибула в Батум і почала переговори з османською делегацією. 4 червня був підписаний Батумський договір 1918, за якім Османська імперія визнала незалежність Вірменії в межах тієї території, що залишалася до того часу в розпорядженні уряду Республіки Вірменія.
29 листопада 1920 року на території Вірменії, окупованій Червоною Армією, була проголошена Вірменська Радянська Соціалістична Республіка і створений Революційний комітет Вірменії. 2 грудня 1920 в Єревані було підписано угоду між РРФСР і Республікою Вірменією, по якому вся влада перейшла до Ревкому.

## Зовнішня політика Вірменії
Головним завданням зовнішньої політики Республіки Вірменії було, насамперед, звільнення територій, окупованих османськими агресорами. З цією метою делегація Вірменії (А. Хатісян, А Агаронян, М. Пападжанян) наприкінці червня 1918 вирушила до Стамбулу, де до жовтня 1918 вела безуспішні переговори. Становище змінилося після поразки Німеччини і її союзників у Першій світовій війні. У листопаді 1918 р. османський уряд повідомив уряд Республіки Вірменія, що османські війська залишають ті території, що розташовані поза кордонами, позначених Брестським мирним договором 1918 р. Внаслідок цього вірменські війська в листопаді вступили в Каракліс, на початку грудня — в Александрополь. Подолавши значні труднощі, у тому числі протидію командування британських військ у Закавказзі, уряд зумів в квітні-травні 1919 звільнити Карс, Олті, Кагізван. У травні 1919 до Республіки Вірменія були приєднані Шарур і Нахічевань. Таким чином, майже цілком були відновлені кордони Російської імперії 1914 р. Після відходу османських військ загострилися відносини Республіки Вірменія із сусідніми Грузією й Азербайджаном. Грузія прагнула зайняти Борчалинський повіт цілком, а Азербайджан — Карабах і Зангезур. Ускладнення відносин із Грузією привело до збройного конфлікту з нею у грудні 1918 р. У січні 1919 р. за посередництвом союзників у Тифлісі був укладений договір, відповідно до якого середня смуга Борчалинского повіту була оголошена «нейтральною зоною», після чого взаємини з Грузією були врегульовані. У цей же час вірменське населення Зангезуру і Карабаху, що прагнуло до возз'єднання з Вірменією, непохитно обороняло свої краї від османсько-азербайджанських загарбників.
28 травня 1919, у першу річницю проголошення Республіки Вірменія, уряд республіки оголосив Вірменію соборною і незалежною республікою. У прийнятій з цього приводу заяві йшлося, що «для відновлення цілісності Вірменії і забезпечення повної волі і добробуту народу Уряд Вірменії, відповідно до єдиної волі і бажанню усього вірменського народу, заявляє, що із сьогоднішнього дня розрізнені частини назавжди об'єднані в незалежний державний союз». Це рішення уряду Республіки Вірменія свідчило про його намір вирішити Вірменське питання. Крім того, проголошення «об'єднаної і незалежної республіки» було важливо для одержання підтримки з боку західних вірменів, залишки яких знаходились у Східній Вірменії й інших країнах. Слідом за цим до складу парламенту Республіки Вірменії були додатково введені 12 депутатів — представники західних вірменів. Сподіваючись вирішити Вірменське питання за допомогою Антанти, уряд Республіки Вірменія ухвалив рішення направити свою делегацію на Паризьку мирну конференцію 1919-1920 рр., покликану визначити післявоєнний устрій світу. До складу делегації, що прибула в Париж у лютому 1919 р., ввійшли А. Агаронян (голова), М. Пападжанян і А. Оганджанян. Оскільки в цей час у Парижі знаходилася вірменська національна делегація на чолі з Погос Нубаром, то уряд доручив А. Агароняну почати переговори з вірменською національною делегацією і спільно взяти участь у Паризькій конференції. Однак домовленості з вірменською національною делегацією не було досягнуто, і на Паризькій мирній конференції на захист Вірменського питання виступали дві вірменські делегації. 14 травня 1919 р.
Паризька конференція ухвалила рішення про передачу США мандату на Вірменію. Це рішення було підтверджено новоствореною Лігою Націй. Уряд Республіки Вірменія орієнтувався на західні держави, був згоден з рішенням про передачу мандату на Вірменію Сполученим Штатам Америки. З цією метою уряд підготував необхідні матеріали, що були вручені представнику президента США генералу Дж. Харборду. Однак Сенат США, після тривалого обговорення питання, через ряд причин внутрішньо- і зовнішньополітичного характеру, відхилив пропозицію президента США Вудро Вільсона про прийняття мандату на Вірменію. 19 січня 1920 р. Верховна рада союзників визнала уряд Республіки Вірменія де-факто. Після цього уряд республіки направив своїх вповноважених представників у ряд іноземних держав (Німеччина, Франція, США, Італія, Іран, Грузія, Азербайджан тощо). У квітні 1920 у Сан-Ремо (Італія) була скликана конференція союзних країн, що повинна була виробити умови мирного договору з Османською імперією. У конференції взяла участь делегація Республіки Вірменії на чолі з А. Агароняном. Мирний договір з Османською імперією був укладений 10 серпня 1920 р. у Севрі (Франція). Згідно з Севрським мирним договором 1920 р., Османська імперія визнавала Вірменію як «вільну й незалежну державу», Вірменія одержувала вихід до Чорного моря. Уряд США одержав право визначити кордони Османської імперії і Вірменії. Загальна площа території майбутньої Вірменії досягала 160 тис. км². Однак Севрський договір не був ратифікований Туреччиною. Кемалісти, що прийшли до влади в Туреччині не тільки не визнали Севрський договір і розгорнули боротьбу за його скасування, але і продовжили націоналістичну, загарбницьку політику своїх попередників — молодотурків — стосовно Вірменії. Уряд Республіки Вірменія не міг примусити Туреччину виконати умови Севрського договору, і тому покладав надії на європейські держави, що підписали Севрський договір. Однак міжнародна ситуація мінялася не на користь Вірменії. Зближення між Радянською Росією і кемалістською Туреччиною стривожило європейські держави, які, побоюючись, що Туреччина може цілком опинитися під впливом Радянської Росії, були готові піти на поступки, зокрема в питаннях перегляду Севрського договору і збереження територіальної цілісності Туреччини.
Складно розвивалися взаємини Республіки Вірменія і Радянської Росії. Керівництво Радянської Росії було зацікавлено в загарбанні Закавказзя, у тому числі й Вірменії. Воно докладало зусиль, щоб відірвати Вірменію від Антанти. Уряд Радянської Росії неодноразово пропонував своє посередництво у врегулюванні вірмено-турецьких відносин. У травні 1920 р. у Москві почалися переговори між делегаціями Радянської Росії і Республікою Вірменія; вірменську делегацію очолював Л. Шант. Незабаром переговори зайшли в безвихідь. Одночасно в Москві велися переговори між Радянською Росією і кемалістською Туреччиною. З травня 1920, після загарбання Радянською Росією Азербайджану, становище в Республіці Вірменія ще більш погіршилося. Частини Червоної Армії, власне кажучи, вели воєнні дії проти Республіки Вірменія, в ході яких зайняли територію Карабаху, Нахічевані, Зангезуру. 10 серпня в Тифлісі представники урядів Радянської Росії і Республіки Вірменія підписали угоду про перемир'я, за якою ці території тимчасово залишалися під контролем Червоної Армії. Переговори між Республікою Вірменія і Радянською Росією були продовжені в Єревані, для чого сюди прибула делегація Радянської Росії на чолі з Б. Лєграном, призначеним повноважним представником РСФСР у Республіці Вірменія. У вересні 1920 р. почалася вірмено-турецька війна.

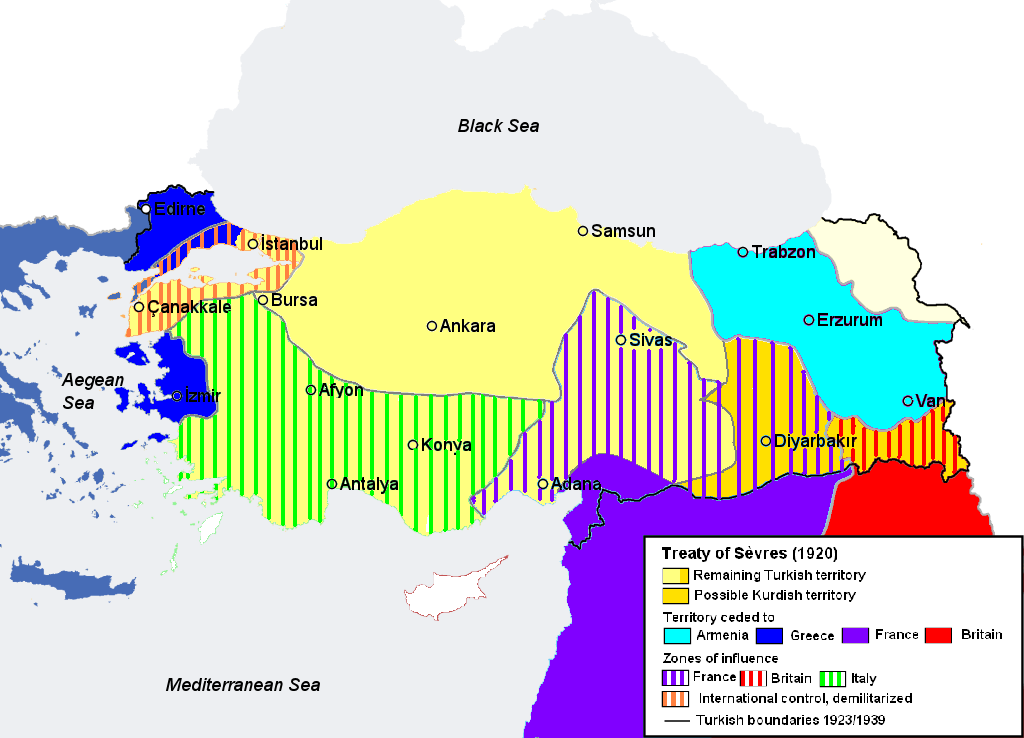
Розмежування Османської імперії за Севрським договором
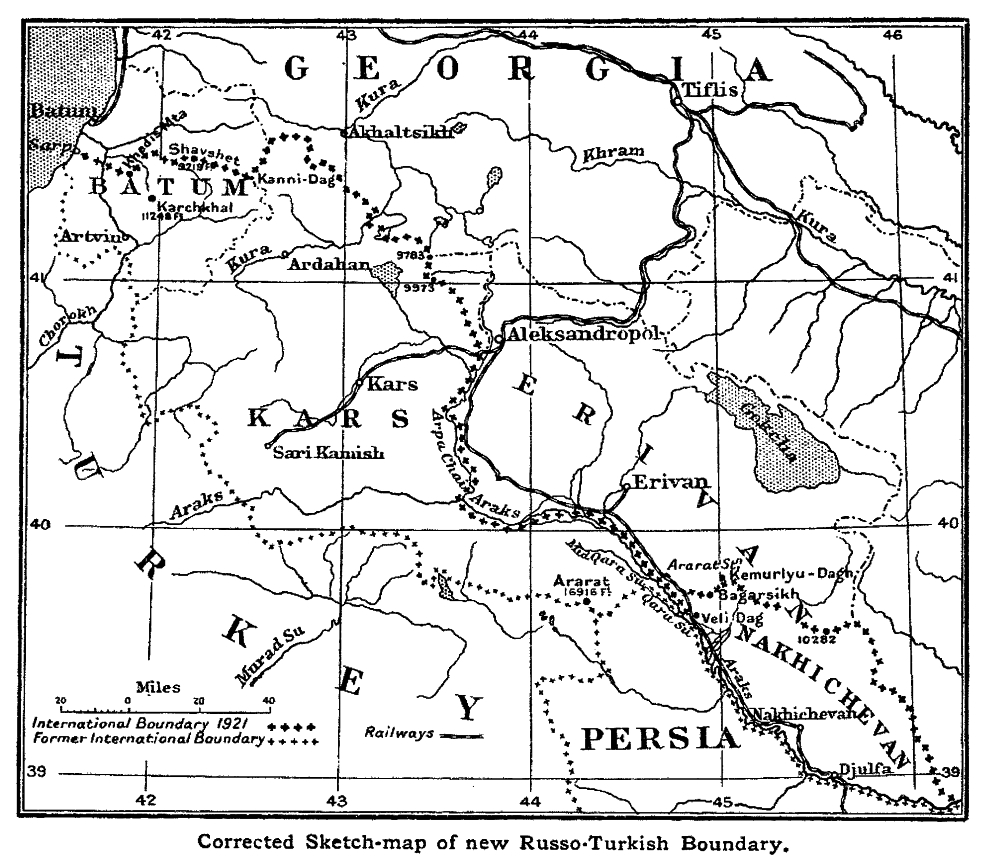
Радянсько-турецький кордон
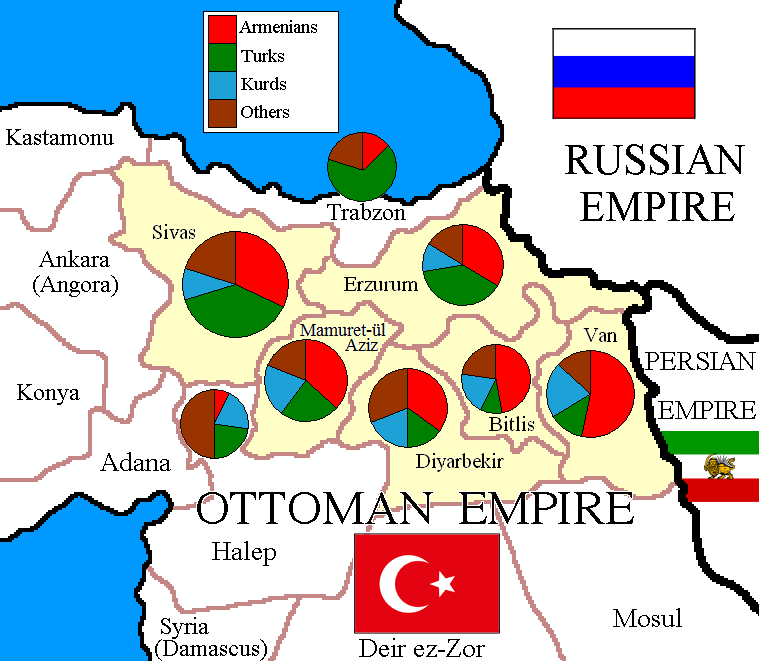
Етнічна мапа Західної Вірменії перед геноцидом вірмен в Османській імперії
Запланований по Севрському договору розділ Османської імперії
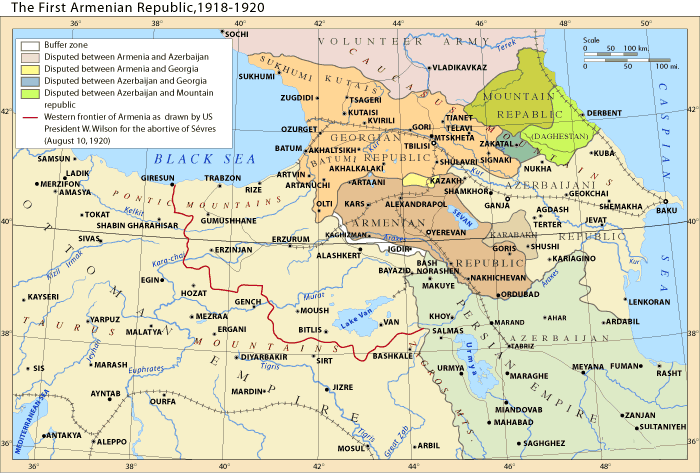
Сусідні держави у 1918-1920
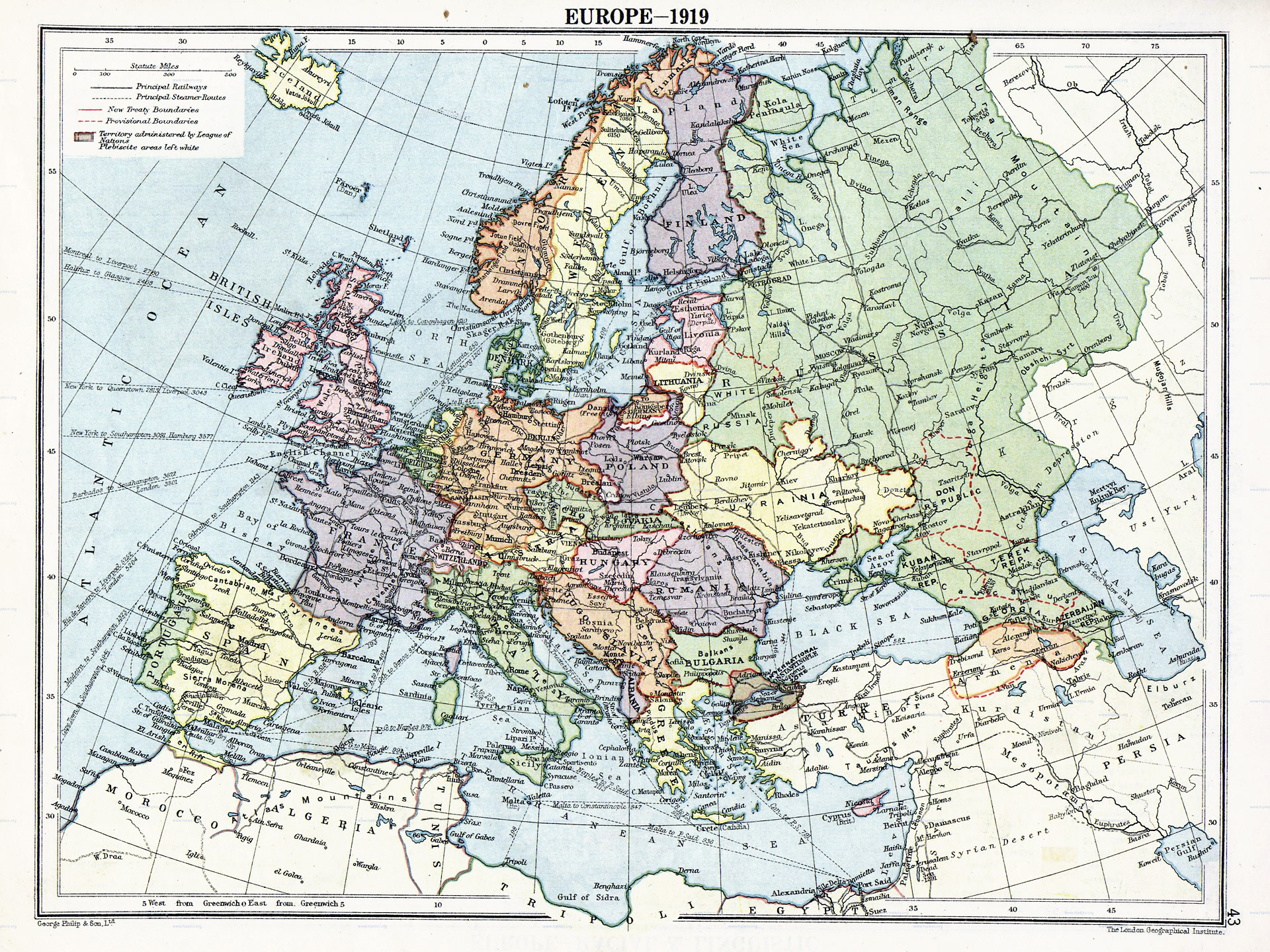
На мапі Європи, 1919
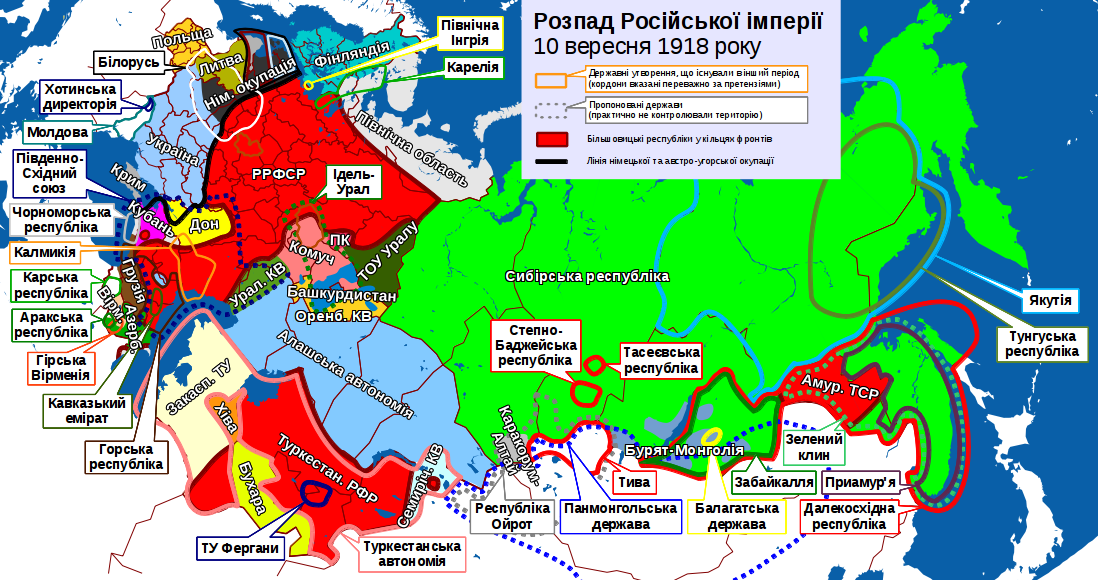
Вірменія на карті розпаду Російської імперії (вересень 1918)
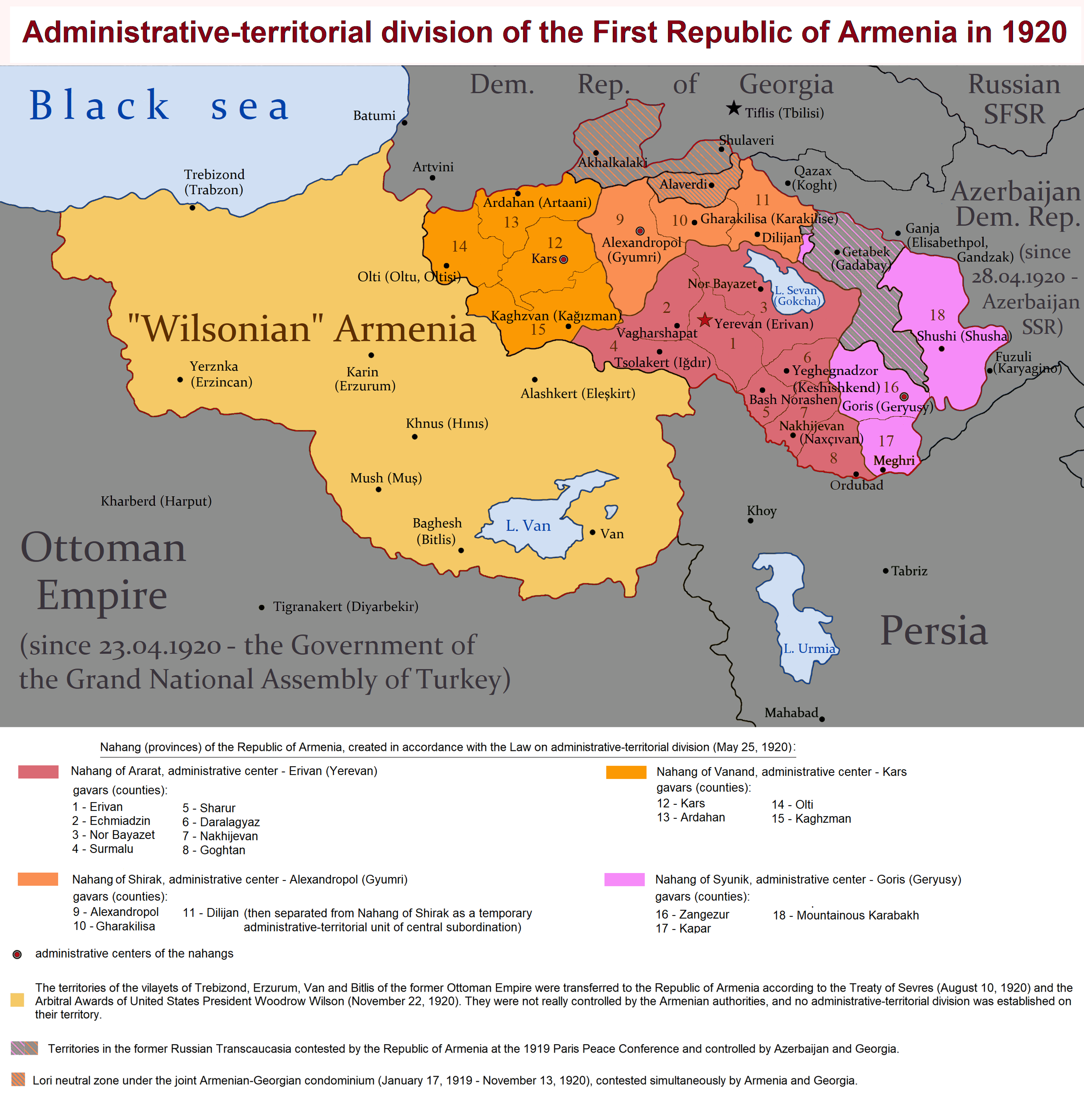
Адміністративно-територіальний поділ Першої Республіки Вірменія 1920 року

## Орієнтація на Антанту та її крах
Республіка Вірменія знаходилася у важкому становищі: її економіка була виснажена, Травневе повстання, що спалахнуло навесні 1920 р. під керівництвом більшовиків і бунти місцевого тюркського населення, хоча і були придушені, але завдали значної шкоди, дестабілізували ситуацію в країні. Під ударами турецької регулярної армії вірменські війська відступали, залишаючи супротивнику щойно придбані землі. Уряд Республіки Вірменія неодноразово звертався з проханням про допомогу до урядів Великої Британії, Франції, Італії, США. Наприкінці вересня 1920 р. уряд звернувся до Ліги Націй із проханням про прийняття Вірменії до цього міжнародної організації. Питання було передане на розгляд Ради Ліги Націй. У жовтні уряд знову звернувся до Ліги Націй, повідомивши про важке становище, що виникло в зв’язку з війною, і просячи посередництва. У відповіді, надісланій урядові Республіки Вірменія, йшлося, що Севрський договір ще не ратифікований і не набув чинності закону. Після довгого обговорення, Ліга Націй 15 грудня 1920 відмовила Вірменії в прийнятті до членів Ліги Націй. Однак до того часу Республіка Вірменія зазнала поразки, турецькі війська окупували понад половину її території, іншу частину захопила РСФСР. 2 грудня 1920 р. в Єревані була підписана угода між РСФСР і Республікою Вірменія, за яким Вірменія була проголошена радянською республікою. Уряд, що очолював Симон Врацян, заявив про складання своїх повноважень. У той же день Туреччина, що одержала перемогу у війні, змусила уряд Республіки Вірменія підписати Александропольський договір 1920 р., відповідно до якого Вірменія повинна була мати ті кордони, що у свій час були передбачені Батумським договором; Вірменія роззброювалася, відкликала своїх представників з європейських країн і відмовлялася від Севрського договору. Спроби Республіки Вірменії вирішити Вірменське питання за допомогою європейських держав не увінчалися успіхом.